# District de La Neuveville

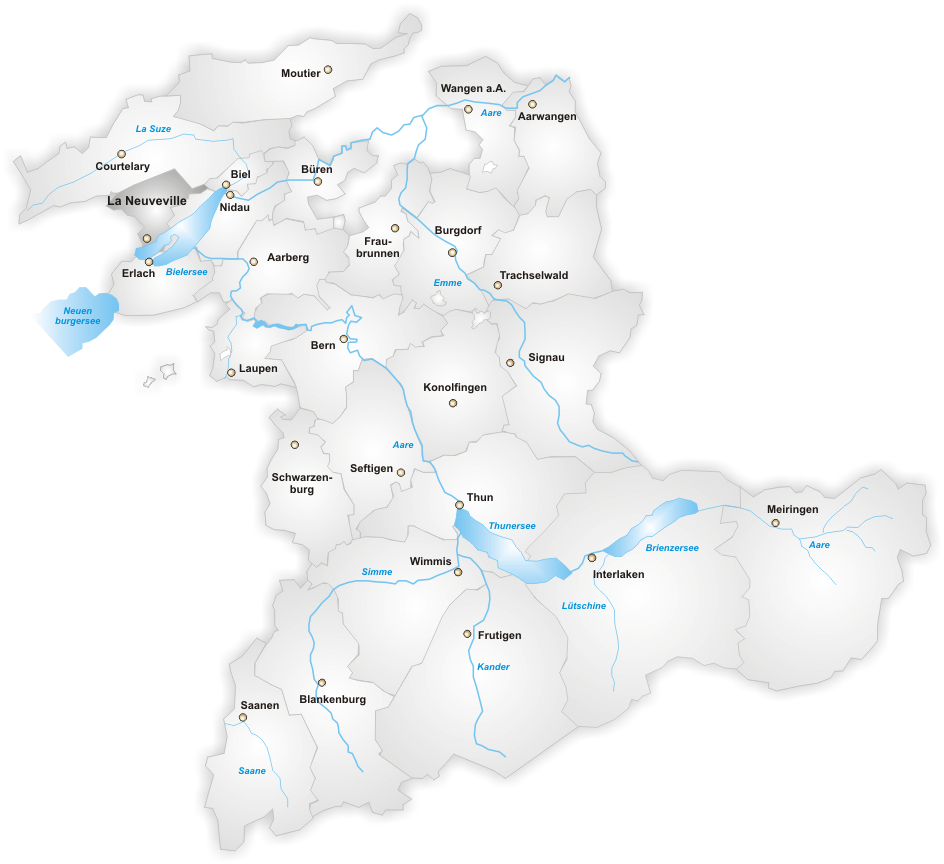
District de La Neuveville dans le canton de Berne

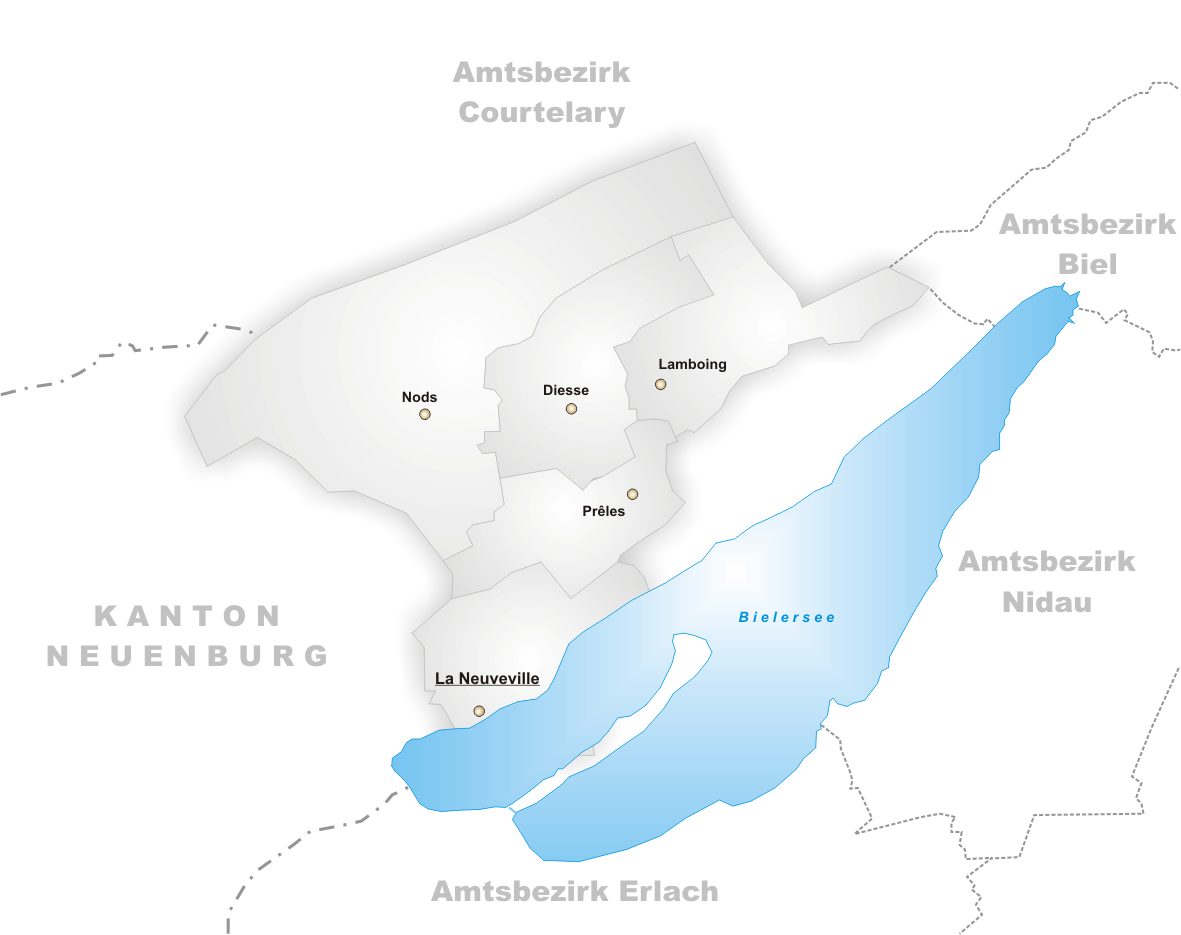
Communes du district de La Neuveville

Le district de La Neuveville est l’un des 26 districts du canton de Berne en Suisse.
Depuis le 1er janvier 2010, il coexiste avec l'arrondissement administratif du Jura bernois.
Il est un des 3 districts entièrement francophones du canton de Berne et constitue la région du Jura bernois avec les 2 autres districts francophones du canton, le district de Courtelary et le district de Moutier. La commune de La Neuveville en est le chef-lieu. Celui-ci avait une population de 6 135 habitants au 31 décembre 2005. Sa superficie est de 63 km² et il comptait 5 communes en 2005 et 3 communes en 2018:
| Nom de la commune | Habitants (2004) | Superficie en ha |
| ----------------- | ---------------- | ---------------- |
| Diesse            | 442              | 944              |
| Lamboing          | 630              | 910              |
| La Neuveville     | 3420             | 680              |
| Nods              | 697              | 2670             |
| Prêles            | 894              | 698              |

En 2018:
| Nom de la commune | Habitants (2004) | Superficie en ha |
| ----------------- | ---------------- | ---------------- |
| La Neuveville     | 3739             | 680              |
| Nods              | 765              | 2670             |
| Plateau de Diesse | 2048             | 2552             |